# Lijst van voetbalinterlands Congo-Brazzaville - Tsjaad
Deze lijst van voetbalinterlands is een overzicht van alle officiële voetbalwedstrijden tussen de nationale teams van Congo-Brazzaville en Tsjaad. De landen hebben tot op heden dertien keer tegen elkaar gespeeld. De eerste ontmoeting was tijdens een vriendschappelijk toernooi op 10 juli 1976 in Libreville (Gabon). Het laatste duel, een kwalificatiewedstrijd voor het Wereldkampioenschap voetbal 2010, werd gespeeld op 22 juni 2008 in Brazzaville.

## Wedstrijden
| №  | Plaats      | Datum            | Competitie                   | Wedstrijd                  | Uitslag |
| -- | ----------- | ---------------- | ---------------------------- | -------------------------- | ------- |
| 1  | Libreville  | 10 juli 1976     | Vriendschappelijk            | Congo-Brazzaville − Tsjaad | 4 − 1   |
| 2  | Douala      | 30 november 1988 | Vriendschappelijk            | Congo-Brazzaville − Tsjaad | 2 − 1   |
| 3  | Bangui      | 7 december 1989  | Vriendschappelijk            | Tsjaad − Congo-Brazzaville | 2 − 1   |
| 4  | Brazzaville | 8 december 1990  | Vriendschappelijk            | Congo-Brazzaville − Tsjaad | 3 − 0   |
| 5  | Brazzaville | 30 augustus 1992 | Afrika Cup 1994 kwalificatie | Congo-Brazzaville − Tsjaad | 2 − 0   |
| 6  | Ndjamena    | 2 augustus 1998  | Afrika Cup 2000 kwalificatie | Tsjaad − Congo-Brazzaville | 1 − 1   |
| 7  | Brazzaville | 16 augustus 1998 | Afrika Cup 2000 kwalificatie | Congo-Brazzaville − Tsjaad | 0 − 0   |
| 8  | Libreville  | 11 november 1999 | Vriendschappelijk            | Congo-Brazzaville − Tsjaad | 0 − 2   |
| 9  | Bata        | 8 maart 2006     | Vriendschappelijk            | Tsjaad − Congo-Brazzaville | 0 − 0   |
| 10 | Brazzaville | 8 oktober 2006   | Afrika Cup 2008 kwalificatie | Congo-Brazzaville − Tsjaad | 3 − 1   |
| 11 | Ndjamena    | 9 september 2007 | Afrika Cup 2008 kwalificatie | Tsjaad − Congo-Brazzaville | 1 − 1   |
| 12 | Ndjamena    | 14 juni 2008     | WK 2010 kwalificatie         | Tsjaad − Congo-Brazzaville | 2 − 1   |
| 13 | Brazzaville | 22 juni 2008     | WK 2010 kwalificatie         | Congo-Brazzaville − Tsjaad | 2 − 0   |

## Samenvatting
| Competitie              | Totaal gespeeld | Winst Congo-Brazzaville | Gelijk | Winst Tsjaad | Doelsaldo Congo-Brazzaville – Tsjaad |
| ----------------------- | --------------- | ----------------------- | ------ | ------------ | ------------------------------------ |
| WK-kwalificatie         | 2               | 1                       | 0      | 1            | 3 − 2                                |
| Afrika Cup-kwalificatie | 5               | 2                       | 3      | 0            | 7 − 4                                |
| Vriendschappelijk       | 6               | 3                       | 1      | 2            | 10 − 5                               |
| Totaal                  | 13              | 6                       | 4      | 3            | 20 − 11                              |

Wedstrijden bepaald door strafschoppen worden, in lijn met de FIFA, als een gelijkspel gerekend.
FCF · 
Vrouwenelftal van Congo-Brazzaville
1960–1969 ·
1970–1979 ·
1980–1989 ·
1990–1999 ·
2000–2009 ·
2010–2019 ·
2020−2029
1960 ·
1961 ·
1962 ·
1963 ·
1964 · 
1965 ·
1966 · 
1967 ·
1968 · 
1969 ·
1970 · 
1971 ·
1972 · 
1973 ·
1974 · 
1975 · 
1976 ·
1977 · 
1978 ·
1979 ·
1979 · 
1980 ·
1980 · 
1981 ·
1982 ·
1983 ·
1984 · 
1985 ·
1986 · 
1987 ·
1988 · 
1989 ·
1990 · 
1991 ·
1992 · 
1993 ·
1994 · 
1995 ·
1996 · 
1997 ·
1998 · 
1999 ·
2000 · 
2001 ·
2002 · 
2003 ·
2004 · 
2005 · 
2006 ·
2007 · 
2008 ·
2009 · 
2010 · 
2011 ·
2012 · 
2013 · 
2014 ·
2015 ·
2016 ·
2017 ·
2018 ·
2019 ·
2020 ·
2021 ·
2022 ·
2023
Algerije ·
Angola ·
Benin ·
Burkina Faso ·
Burundi ·
Canada ·
Centraal-Afrikaanse Republiek ·
Congo-Kinshasa ·
Egypte ·
Equatoriaal-Guinea ·
Ethiopië ·
Gabon ·
Gambia ·
Ghana ·
Guinee ·
Guinee-Bissau ·
Ivoorkust ·
Kaapverdië ·
Kameroen ·
Kenia ·
Liberia ·
Libië ·
Madagaskar ·
Malawi ·
Mali ·
Marokko ·
Mauritanië ·
Mauritius ·
Mozambique ·
Namibië ·
Niger ·
Nigeria ·
Noord-Korea ·
Oeganda ·
Rwanda ·
Sao Tomé en Principe ·
Saoedi-Arabië ·
Senegal ·
Sierra Leone ·
Soedan ·
Swaziland ·
Tanzania ·
Thailand ·
Togo ·
Tsjaad ·
Tunesië ·
Zambia ·
Zimbabwe ·
Zuid-Afrika ·
Zuid-Soedan
FTF · Tsjadisch vrouwenelftal
Interlands
Tegenstander:
Algerije ·
Angola ·
Bahrein ·
Benin ·
Botswana ·
Centraal-Afrikaanse Republiek ·
Comoren ·
Congo-Brazzaville ·
Congo-Kinshasa ·
Egypte ·
Equatoriaal-Guinea ·
Ethiopië ·
Gabon ·
Gambia ·
Ghana ·
Guinee ·
Ivoorkust ·
Jemen ·
Jordanië ·
Kameroen ·
Liberia ·
Libië ·
Madagaskar ·
Malawi ·
Mali ·
Mauritius ·
Namibië ·
Niger ·
Nigeria ·
Oeganda ·
Sao Tomé en Principe ·
Sierra Leone ·
Soedan ·
Tanzania ·
Togo ·
Tunesië ·
Zambia ·
Zuid-Afrika